# Senfgurke

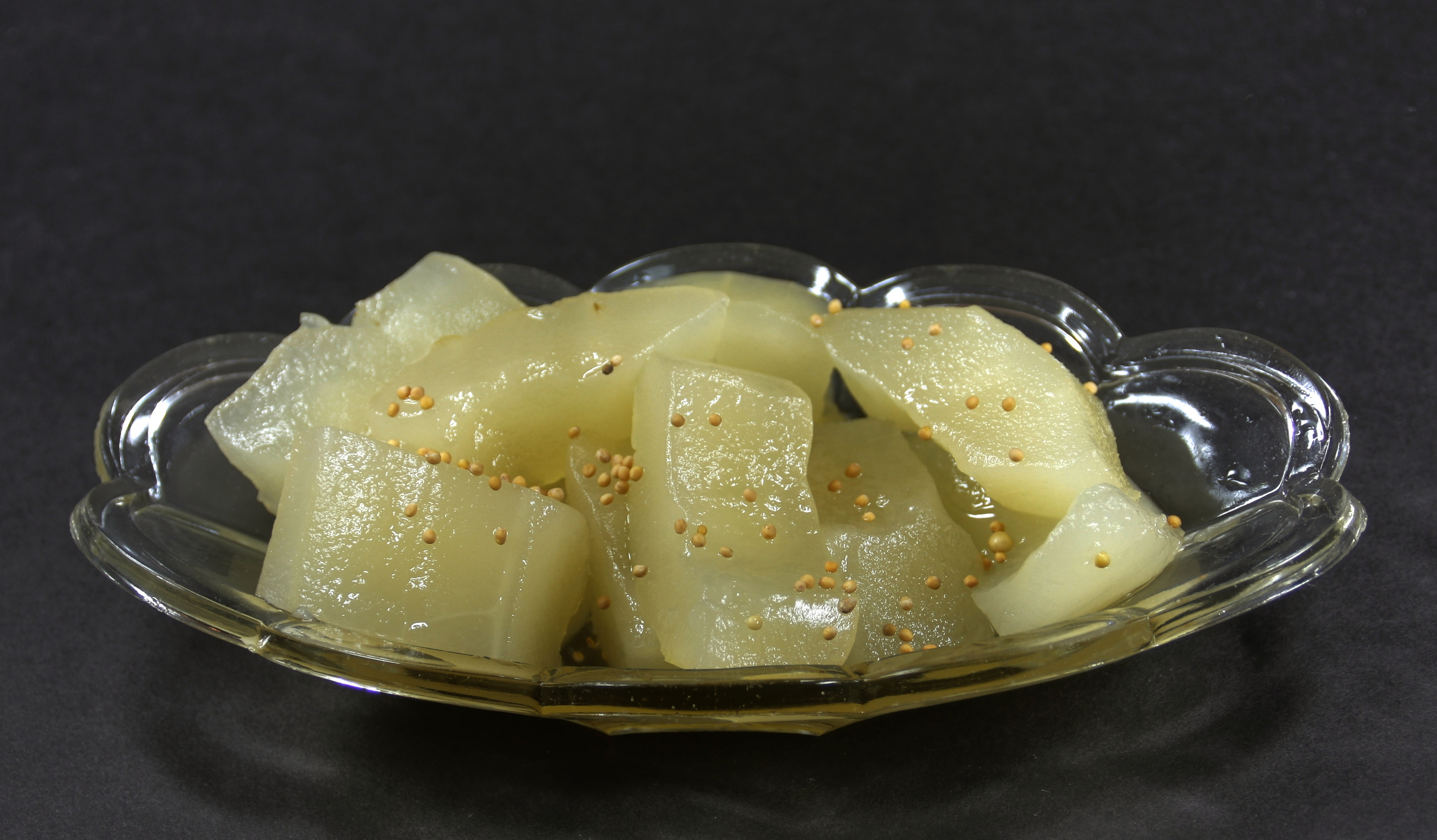
Senfgurken mit Senfkörnern

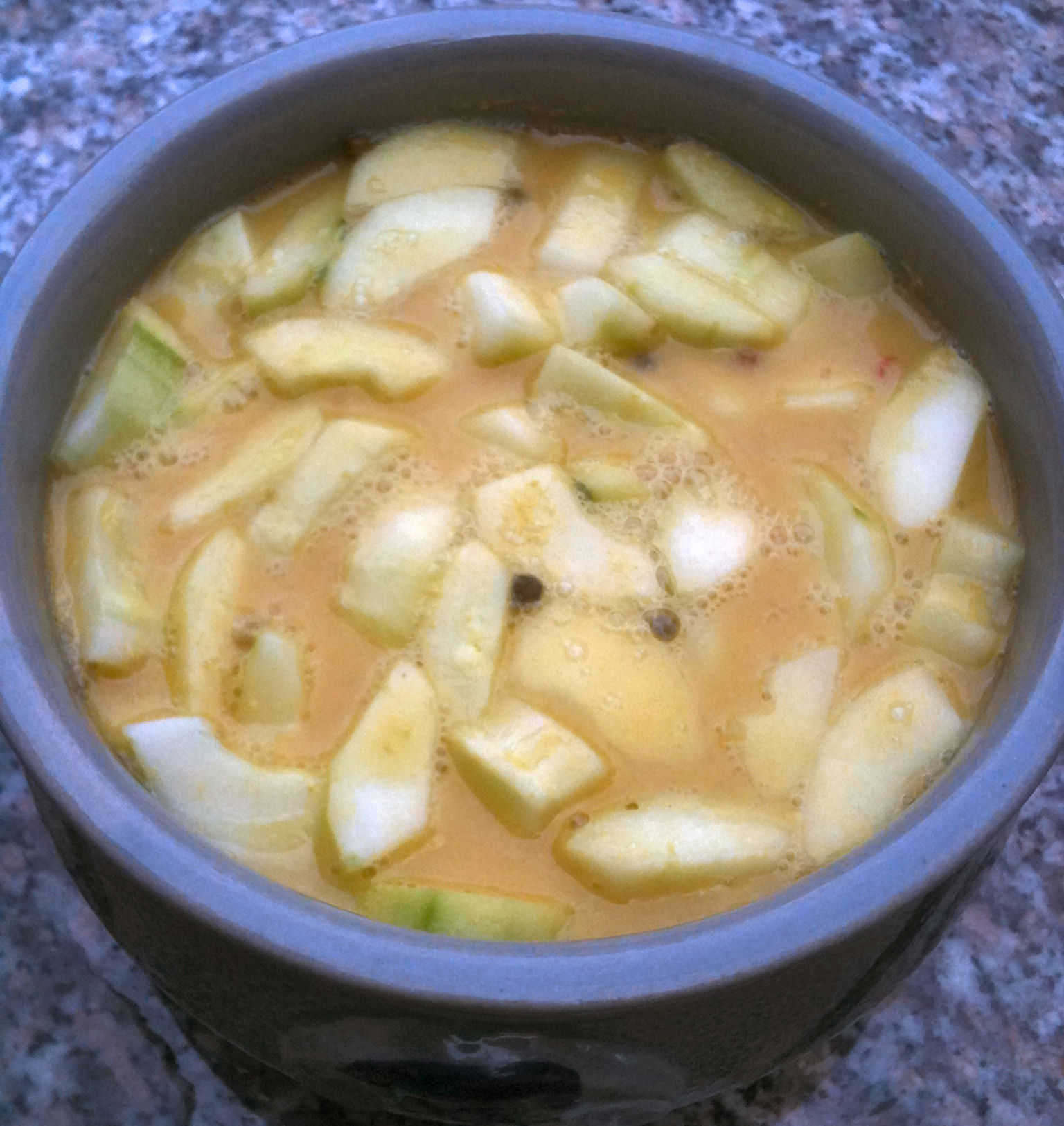
Senfgurken im Topf

Senfgurken sind sauer eingelegte und gegarte, mit Senfkörnern gewürzte, reife Gurken.

## Herstellung
Zur Herstellung werden zunächst vollreife große Gurken (meist die Sorten, die auch als Schmorgurken im Handel sind) geschält, entkernt und in mundgerechte Stücke geschnitten. Anschließend werden sie in Essig mit hellen Senfkörnern, Zucker, Salz und je nach Rezept weiteren Zutaten und Gewürzen wie Zwiebeln, Meerrettich, Lorbeer und Dill für einige Stunden eingelegt, wobei sie Flüssigkeit abgeben und ein Sud entsteht. Schließlich werden die Gurken in diesem Sud eingekocht.
Vor der Erfindung des Einkochens wurden sie im Sud offen aufgekocht, in Steintöpfe gefüllt, beschwert und mit dem Sud bedeckt, um einen Luftabschluss zu erreichen. Letzteres hat auch heute noch den Vorteil, dass weniger Hitzeschädigung erfolgt. Es gibt auch kompliziertere Rezepte, bei denen die Gurken zunächst eingesalzen, anschließend einige Tage in Essig eingelegt und schließlich mit dem aufgekochten Essigsud und Gewürzen bedeckt werden.